# Tarcoola Airport
Tarcoola Airport är en flygplats i Australien. Den ligger i delstaten South Australia, omkring 600 kilometer nordväst om delstatshuvudstaden Adelaide.
Trakten runt Tarcoola Airport är nära nog obefolkad, med mindre än två invånare per kvadratkilometer.. 
Omgivningarna runt Tarcoola Airport är i huvudsak ett öppet busklandskap. Genomsnittlig årsnederbörd är 239 millimeter. Den regnigaste månaden är maj, med i genomsnitt 54 mm nederbörd, och den torraste är oktober, med 4 mm nederbörd.